# Countryblues
Countryblues, ook bekend als folkblues, is een vorm van de blues, die ontstaan is in het zuiden van de Verenigde Staten, voornamelijk in de Mississippi Delta, meestal gespeeld door solo-artiesten zichzelf begeleidend op akoestische gitaar of op mondharmonica.
De teksten gaan over de Afro-Amerikaanse belevingswereld, de ontberingen op het werk, het leven en de liefde in het Amerikaanse Zuiden, met thema's als reizen, eenzaamheid en zwerven als de levensstijl van bluesmuzikanten.
Andere regios, waar de countryblues gespeeld werd waren Georgia, Carolina en Texas.

## Oorsprong
In de jaren 1920 werd voor het eerst countryblues op grammofoonplaat vastgelegd door artiesten als Charley Patton, Blind Willie McTell en Blind Lemon Jefferson. Country blues wordt onderscheiden van de cityblues, waar later de rhythm-and-blues en rock uit ontstond.
Folklorist Alan Lomax was een van de eersten die de term gebruikte en paste deze toe op een veldopname die hij in 1941 maakte van Muddy Waters op de Stovall Plantation in Mississippi.
Een regionale versie van countryblues in de Carolina's en Georgia is de Piedmontblues met een aparte fingerpicking-gitaartechniek. Het akoestische bluesgeluid van Memphis ontwikkelde zich uit de jugband- en vaudeville-tradities van de stad en werd bepaald door artiesten als Furry Lewis en Will Shade. In de Mississippidelta werd veel gebruik gemaakt van slidegitaar met een bierfles als slide.
Naarmate de twintigste eeuw vorderde, begonnen bluesmuzikanten te verhuizen naar grote steden en over te schakelen op elektrische gitaar met begeleidingsbands. Big Bill Broonzy, die countryblues speelde op het platteland van Arkansas, maakte uiteindelijk naam in Chicago. Ook Willie Dixon, de auteur van talloze bluesstandaarden, vertrok als jonge man uit Mississippi naar Chicago.
Sleepy John Estes verhuisde van het platteland naar Memphis. De countryblues raakte in de vergetelheid.

## Revival
In 1959 schreef muziekhistoricus Samuel Charters The Country Blues, een invloedrijk wetenschappelijk werk over dit onderwerp. Hij produceerde ook een album, ook getiteld The Country Blues, met vroege opnames van Jefferson, McTell, Sleepy John Estes, Bukka White en Robert Johnson. Zijn werk is van betekenis geweest op de British bluesrevival en de folk-revival uit de jaren 1960.
De invloed van originele akoestische countryblues is te horen in het werk van latere bluesartiesten als Taj Mahal, Keb' Mo' en Alvin Youngblood Hart.

## Bekende countryblues artiesten
- Lightnin' Hopkins
- Sonny Terry
- Brownie McGhee
- John Lee Hooker
- Lead Belly

## Bekende countryblues songs
- Walkin'Blues - Son House
- Pony Blues - Charley Patton
- Sweet Home Chicago - Robert Johnson
- Candy Man - Mississippi John Hurt
- Lord, Send Me an Angel - Blind Willie McTell
- Where Did You Sleep Last Night? - Lead Belly

## Eerbetoon
Bob Dylan schreef als eerbetoon het nummer Blind Willy McTell, opgenomen in de The bootleg series volumes 1-3.   